# Poziția ministerială față cu revizuirea
Poziția ministerială față cu revizuirea este o operă literară scrisă de Ion Luca Caragiale. 